# Harpers Ferry
Harpers Ferry és una població dels Estats Units a l'estat de Virgínia de l'Oest. Segons el cens del 2000 tenia 307 habitants.

## Demografia
Segons el cens del 2000, Harpers Ferry tenia 307 habitants, 153 habitatges, i 89 famílies. La densitat de població era de 211,7 habitants per km².
Dels 153 habitatges en un 17,6% hi vivien nens de menys de 18 anys, en un 45,1% hi vivien parelles casades, en un 11,8% dones solteres, i en un 41,8% no eren unitats familiars. En el 36,6% dels habitatges hi vivien persones soles el 9,8% de les quals corresponia a persones de 65 anys o més que vivien soles. El nombre mitjà de persones vivint en cada habitatge era de 2,01 i el nombre mitjà de persones que vivien en cada família era de 2,56.
Per edats la població es repartia de la següent manera: un 17,3% tenia menys de 18 anys, un 2% entre 18 i 24, un 28% entre 25 i 44, un 30,9% de 45 a 60 i un 21,8% 65 anys o més.
L'edat mediana era de 47 anys. Per cada 100 dones de 18 o més anys hi havia 92,4 homes.
La renda mediana per habitatge era de 52.344 $ i la renda mediana per família de 70.313 $. Els homes tenien una renda mediana de 45.417 $ mentre que les dones 22.708 $. La renda per capita de la població era de 29.638 $. Entorn del 3,2% de les famílies i el 2,2% de la població estaven per davall del llindar de pobresa.

## Poblacions més properes
El següent diagrama mostra les poblacions més properes.